# To Know Him Is to Love Him
„To Know Him Is to Love Him“ je píseň, kterou napsal americký skladatel a producent Phil Spector. Byla inspirována nápisem na náhrobku jeho otce, kde stálo To know him was to love him (tj. znát jej znamenalo milovat jej). Původně píseň nahrálo vokální uskupení The Teddy Bears, jehož byl Spector členem. Píseň vyšla v roce 1958 a po dobu tří týdnů se udržela na první příčce hitparády Billboard Hot 100. Coververze písně později vydali například Nancy Sinatra, Amy Winehouse, Bobby Vinton a Maureen Tuckerová.